# Hexagram (canción)
"'Hexagram'" es una canción de la banda americana de metal alternativo Deftones, perteneciente a su cuarto álbum de estudio de título homónimo. Es el tema inicial del álbum y fue lanzado como segundo sencillo del álbum. La portada tiene una obra titulada "Amor vendado" hecha por la artista Ashley Macomber.

## Video musical
El video de la canción fue hecho en blanco y negro muestra a los fans emocionados entrando a un edificio para ver una presentación en vivo de la canción. Como tal, la mayoría del video se centra en la presentación, con pequeñas excepciones como un incapacitado Chino Moreno tirando su camisa al suelo durante el puente de la canción. El audio del video fue tomado de la grabación de estudio hasta el final, en el que se escucha el ruido de la multidud en vivo.
En contraste con la mínima rotación que tuvo el sencillo en la radio, el video de "Hexagram" tuvo una rotación significativa en programas como Headbangers Ball y Uranium que están más orientados a la música underground, a finales de 2003.

## Recepción
En una reseña, Stephen Thomas Erlewine escribió que "Hexagram", el tema inicial del álbum, "golpea con más fuerza que nunca, revelando lo blandos que son Staind, o lo desdentados que son Linkin Park."

## Versiones
En 2010, la banda de metalcore War from a Harlots Mouth grabó una versión de la canción.

## Lista de canciones
Todas las canciones fueron escritas por Deftones
1. "Hexagram" – 4:09
2. "Bloody Cape" – 3:36
3. "Lovers" – 4:11